# Kurt Hessenberg
Kurt Hessenberg (* 17. August 1908 in Frankfurt am Main; † 17. Juni 1994 ebenda) war ein deutscher Komponist und Professor für Komposition an der Frankfurter Musikhochschule.

## Leben

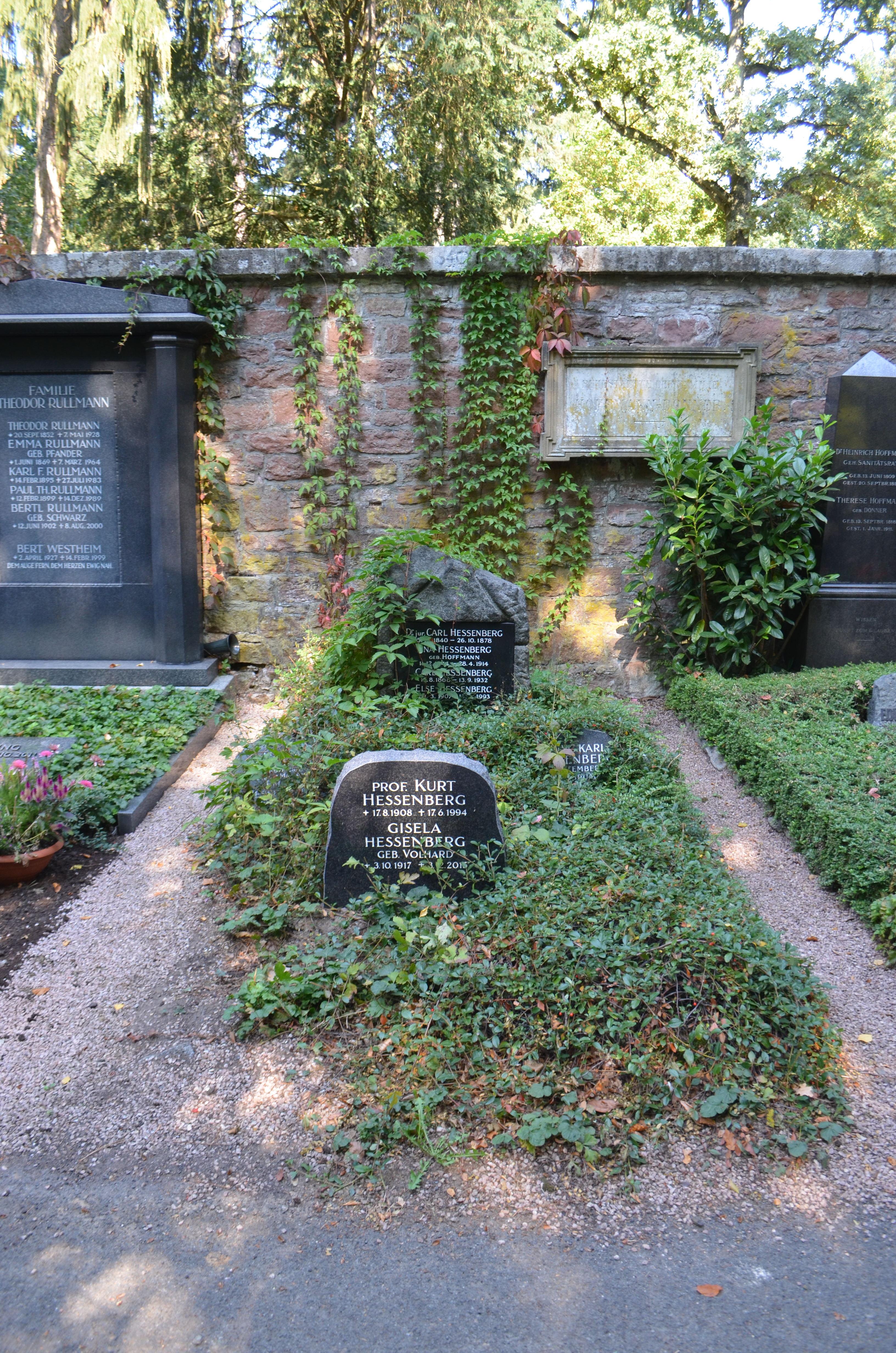
Grab von Kurt Hessenberg auf dem Frankfurter Hauptfriedhof (2018)

Kurt Hessenberg war das vierte Kind des Frankfurter Rechtsanwalts Eduard Hessenberg und der Emma Kugler. Der Vater seiner Großmutter Antonie Caroline Hoffmann war der Arzt Heinrich Hoffmann, der Schöpfer des Struwwelpeters, Hessenberg wurde später Gründungs- und Vorstandsmitglied der Heinrich-Hoffmann-Gesellschaft.
Hessenberg erhielt 1917 Klavierstunden am Hoch’schen Konservatorium, in die Grundzüge der Harmonielehre wurde er 1923 in einigen Privatstunden von dem Organisten Karl Breidenstein eingeführt. Nach dem Abitur ging Hessenberg zum Studium nach Leipzig, wo er von 1927 bis 1931 am Landeskonservatorium Komposition und Klavier studierte. Zu seinen Lehrern gehörten Robert Teichmüller (Klavier) und Günter Raphael (Komposition). 1933 wurde er als Theorielehrer an das Hoch’sche Konservatorium berufen. Am 2. Februar 1942 beantragte er die Aufnahme in die NSDAP und wurde zum 1. April desselben Jahres aufgenommen (Mitgliedsnummer 8.829.724). In der Endphase des Zweiten Weltkriegs wurde er im August 1944 von Hitler auf die Gottbegnadeten-Liste der wichtigsten Komponisten gesetzt, was ihn vor einem Kriegseinsatz bewahrte.
1953 wurde er Professor für Komposition an der Frankfurter Musikhochschule, der späteren Hochschule für Musik und Darstellende Kunst Frankfurt am Main, an der er bis zu seiner Pensionierung 1973 unterrichtete.
Hessenberg gehört zu den wichtigsten Vertretern der evangelischen Kirchenmusik im 20. Jahrhundert. Gemeinsam mit Zeitgenossen wie Hugo Distler oder Ernst Pepping regte er eine durchgreifende Erneuerung der evangelischen Kirchenmusik an. Zu Hessenbergs bekannt gewordenen Schülern zählen Hans Zender und Peter Cahn.
Seine Tochter ist die Schauspielerin Monika Hessenberg, seine Enkelin die Schauspielerin Nina Weniger.

## Werke

### Klavier
- op. 1  Inventionen (1930)
- op. 2  Variationen über ein Weihnachtslied (Manuskript) (1930)
- op. 6  Capriccio (Manuskript) (1933)
- op. 12  Sieben kleine Klavierstücke (1935/36)
- op. 17  Sonatine (1937)
- op. 19  Fantasie für 2 Klaviere (1938)
- op. 24  Kleine Hausmusik/14 Bagatellen (1943)

### Kammermusik
- op. 4  Sonate, für Flöte und Klavier (1932)
- op. 8  Streichquartett Nr. 1 (1934)
- op. 13  Divertimento, für Violine und Klavier (1936)
- op. 16  Streichquartett Nr. 2 (1937)
- op. 23  Sonate, für Cello und Klavier (1941) in C-Dur (Leo Koscielny gewidmet)[5][6][7]
- op. 35  Sonate, für Violine und Klavier (1942)
- op. 26  Trio, für 2 Violinen und Klavier (1942)
- op. 10  Quartett, für Klavier, Violine, Viola und Cello (1935)

### Orgel
- Op. 5  Partita über den Choral "An Wasserflüssen Babylon" (Manuskript) (1933)
- op.43/1 Choralpartita "Von Gott will ich nicht lassen" (1947/48)
- op.43/2 Choralpartita "O Welt, ich muß dich lassen" für Orgelpositiv (1948)
- op.56 Triosonate in B (1951)
- op.63/1 Präludium und Fuge (1952)
- op.63/2 Toccata, Fuge und Ciacona (1952)
- op.66 Fantasie über "Sonne der Gerechtigkeit" (1956)
- Op. 115 Fantasia „Ich ruf zu dir, Herr Jesu Christ“ (1982)

### Orchester
- Op. 3  Kammerkonzert, für Cembalo und Streichorchester (Manuskript) (1931)
- Op. 7  ‘’Struwelpetersuite’’, fünf Tanzburlesken für kleines Orchester (1933)
- Op. 11  Sinfonie Nr. 1 (1936)
- Op. 14  Kleine Suite (1936)
- Op. 18  Concerto Grosso (1938)
- Op. 20  Suite zu Shakespeare’s “der Sturm” (1939)
- Op. 21  Klavierkonzert (1940)
- Op. 29  Sinfonie Nr. 2  (1943)

### Vokalwerke
- Op. 9  Choralkantate für Sopr.-, Alt-solo Chor und Orchester mit Orgel (1935)
- Op. 15  ‘’Wunderhornlieder’’, für Sopran und Klavier oder Orchester (1937)
- Op. 28  5 Heitere Lieder für Chor a cappella (1944)
- Op. 22  “Fiedellieder”, Kantate für Tenor, Chor und Orchester (1940)
- Op. 27  Weihnachtskantate, Sopr-, Alt-solo, Chor und kleines Orchester mit Orgel (1942/43)
- Op. 32  10 Lieder für mittlere Stimme, Klavier, Violine und Viola
- Op. 33  Der Tag, der ist so freudenreich, alte Advents- und Weihnachtslieder, Singstimme und Klavier mit Alt-Blockflöte (oder anderen Melodie-Instrumenten)
- Op. 37  2 Motetten, 37/1 O Herr, mache mich zu deinem Werkzeug des Friedens, gemischter Chor (SSATBB) a cappella
- Op. 41  4 geistliche Lieder durch die Tageszeiten, gemischter Chor
- Op. 46  Motette; „Das sagt, der Amen heißt“ (Offenbarung 3, 14–21), gemischter Chor
- Op. 49  „Der Struwwelpeter, Petrulus hirrutus“, Kinderchor oder Jugendchor, 2 Flöten, Streichorchester und Klavier, Schlagzeug ad libitum
- Op. 55  Sechs Geistliche Lieder nach Worten von Albrecht Goes für vierstimmigen Chor a cappella
- Op. 59  Drei Chöre, Männerchor
- Op. 81  4 Gedichte gemischter Chor
- Op. 87  Motette (Der 126. Psalm), „Wenn der Herr die Gefangenen Zions erlösen wird“, gemischter Chor
- Op. 93  2 Choralmotetten, gemischter Chor
- Op. 103  Passionsmusik nach dem Evangelisten Lukas, für Solostimmen, gem. Chor und Orchester (1977)
- Op. 113  Messe, für 4 Solostimmen, gem. Chor und Orchester (1981–82)
- Op. 118  Christus, der uns selig macht, Passionsmotette, Chorvariationen mit Fuge, gemischter Chor
  - ohne Opus-angaben
- 2 Abendlieder,  gemischter Chor
- 5 alte Volkslieder, gemischter Chor

### Bühnenwerke
- Op. 20b  Bühnenmusik zu Shakespeares „der Sturm“ (Manuskript) (1938)
- Op. 75  „Der gestreifte Gast“: Heitere Oper in einem Vorspiel und 3 Akten (1961/62 und später)

## Auszeichnungen und Ehrungen
- 1940: Nationaler Kompositionspreis
- 1951: Robert-Schumann-Preis der Stadt Düsseldorf
- 1973: Goetheplakette der Stadt Frankfurt am Main
- 1979: Goethe-Plakette des Landes Hessen[8]
- 1989: Verdienstorden der Bundesrepublik Deutschland Erster Klasse[9]

### Werkverzeichnis
- Kurt Hessenberg: Werkverzeichnis Kurt Hessenberg. In: Peter Cahn (Hrsg.): Kurt Hessenberg: Beiträge zu Leben und Werk. Schott, Mainz u. a. 1990, S. 119–161.